# Etiopia na Letnich Igrzyskach Paraolimpijskich 2008
Etiopia na Letnich Igrzyskach Paraolimpijskich reprezentowało 2 zawodników.

## Kadra

### Lekkoatletyka
- Tesfalem Gebru Kebede
- Ferej Mohammed Hibu